# Rintintin (acteur canin)
Pour les articles homonymes, voir Rintintin.
Rintintin (en anglais Rin Tin Tin), né en septembre 1918 en Meurthe-et-Moselle et mort le 10 août 1932, est un acteur canin. Il s'agit d'un chien mâle  de race berger allemand.

## Biographie

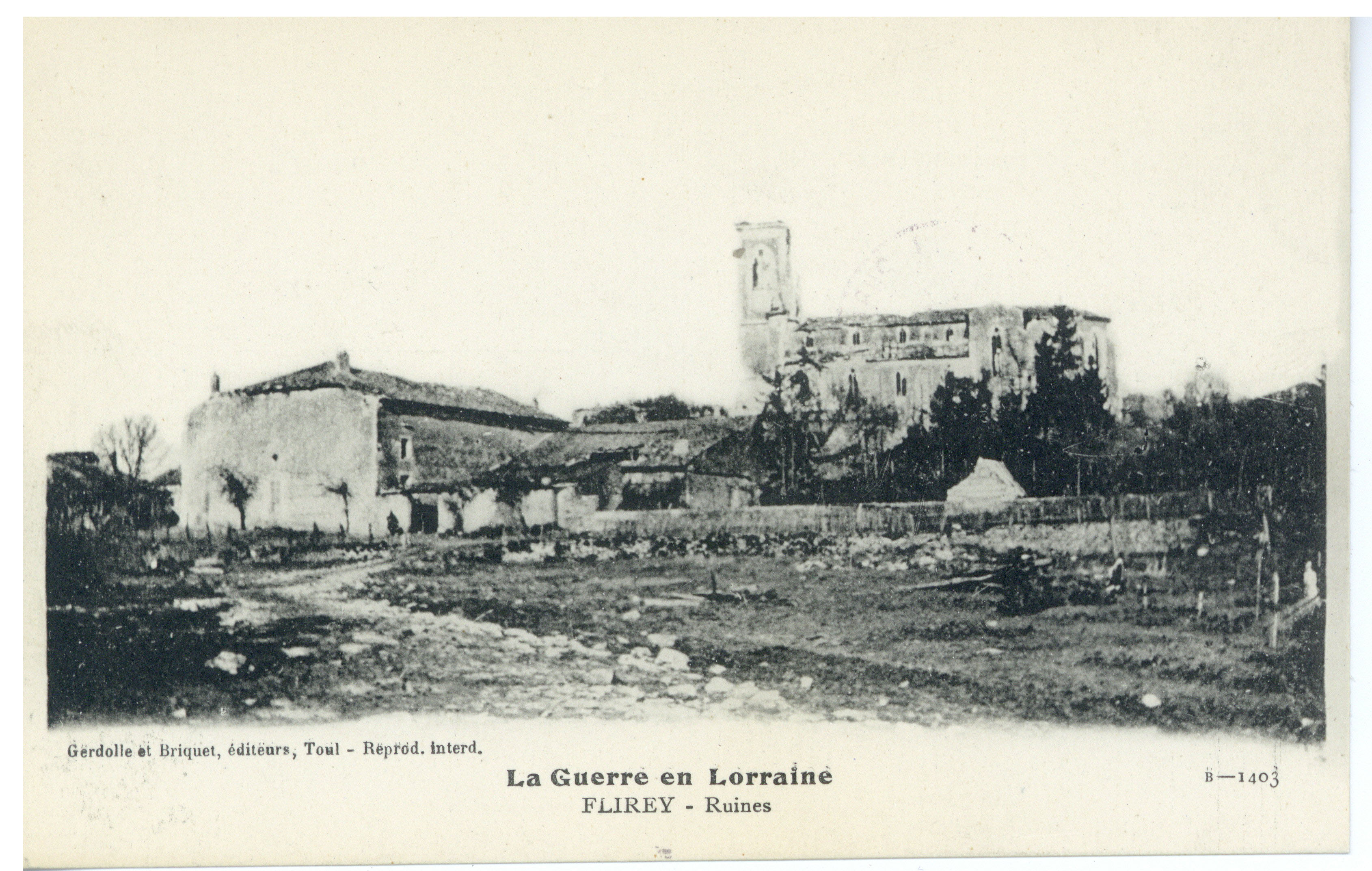
Flirey, après la bataille

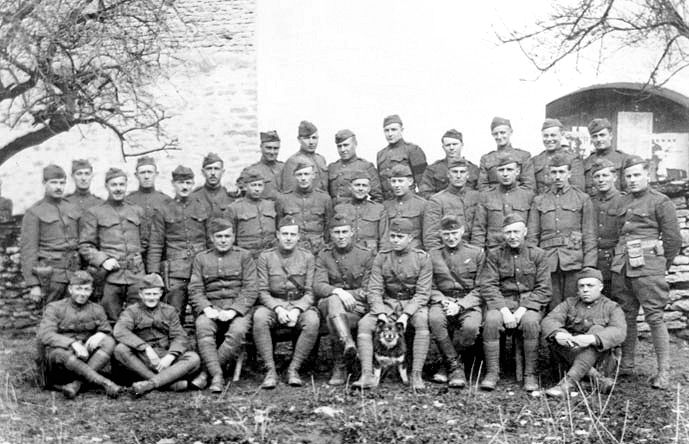
Rintintin, mascotte du 135th Aero Squadron, sur un aérodrome de Toul en novembre 1918.

Situé au cœur de la zone des combats, le village de Flirey fut conquis par l'armée américaine lors de l'offensive des Cent-Jours. Le 15 septembre 1918, le caporal américain Lee Duncan, un mitrailleur sur bombardier Airco DH.4 du 135th Aero Squadron (en) de l'United States Army Air Service découvre une femelle berger allemand (Betty) et ses cinq chiots de quelques jours, seuls survivants d'un chenil d'un camp de l'armée impériale allemande bombardé à Flirey. Les soldats se partagent les six chiens. Le caporal Lee Duncan adopte deux chiens qu'il nomme Nénette et Rintintin en référence à deux poupées fétiches que les enfants lorrains offrent aux soldats pour leur porter chance. Quelques mois après, seuls les chiots de Lee Duncan survivent.
Pendant le retour aux États-Unis, Nénette meurt durant la traversée de l'Atlantique. S'avérant un animal exceptionnellement habile, Rintintin se produit dans divers spectacles. Le producteur et réalisateur Darryl Zanuck le voit sauter à plus de quatre mètres pour franchir une palissade et demande à filmer le chien. Rintintin joue ensuite dans une série de trente westerns produits par la Warner Bros, dont le premier sort sur les écrans en 1923. Rintintin y interprète le rôle d'un chien de la cavalerie des États-Unis, prodigieusement intelligent et assurant souvent le succès des missions. Rintintin meurt le 10 août 1932, à l'âge de treize ans, Lee Duncan le fait rapatrier en France et enterrer au cimetière des Chiens à Asnières-sur-Seine, en banlieue parisienne. D'autres chiens interprétèrent ensuite le rôle, dont plusieurs de ses descendants.
Rintintin a son étoile sur Hollywood boulevard. Avec trois autres chiens, Lassie, Uggie et Strongheart, il est l'un des quatre seuls acteurs animaux à être honorés de la sorte.
Il est évoqué dans le 197e des 480 souvenirs cités par Georges Perec dans son livre Je me souviens, publié en 1978.

## Filmographie sélective

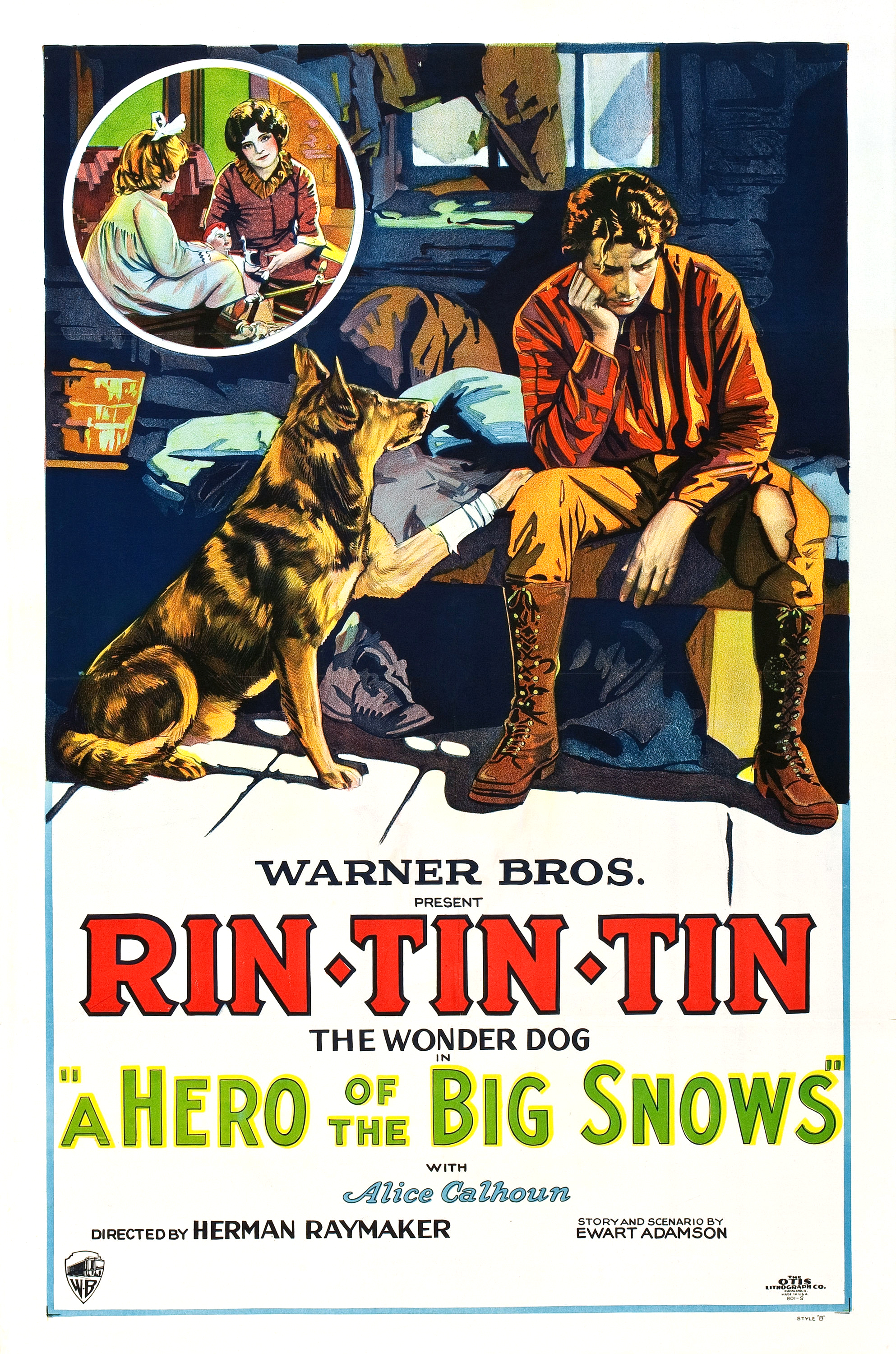
A Hero of the Big Snows (1926).

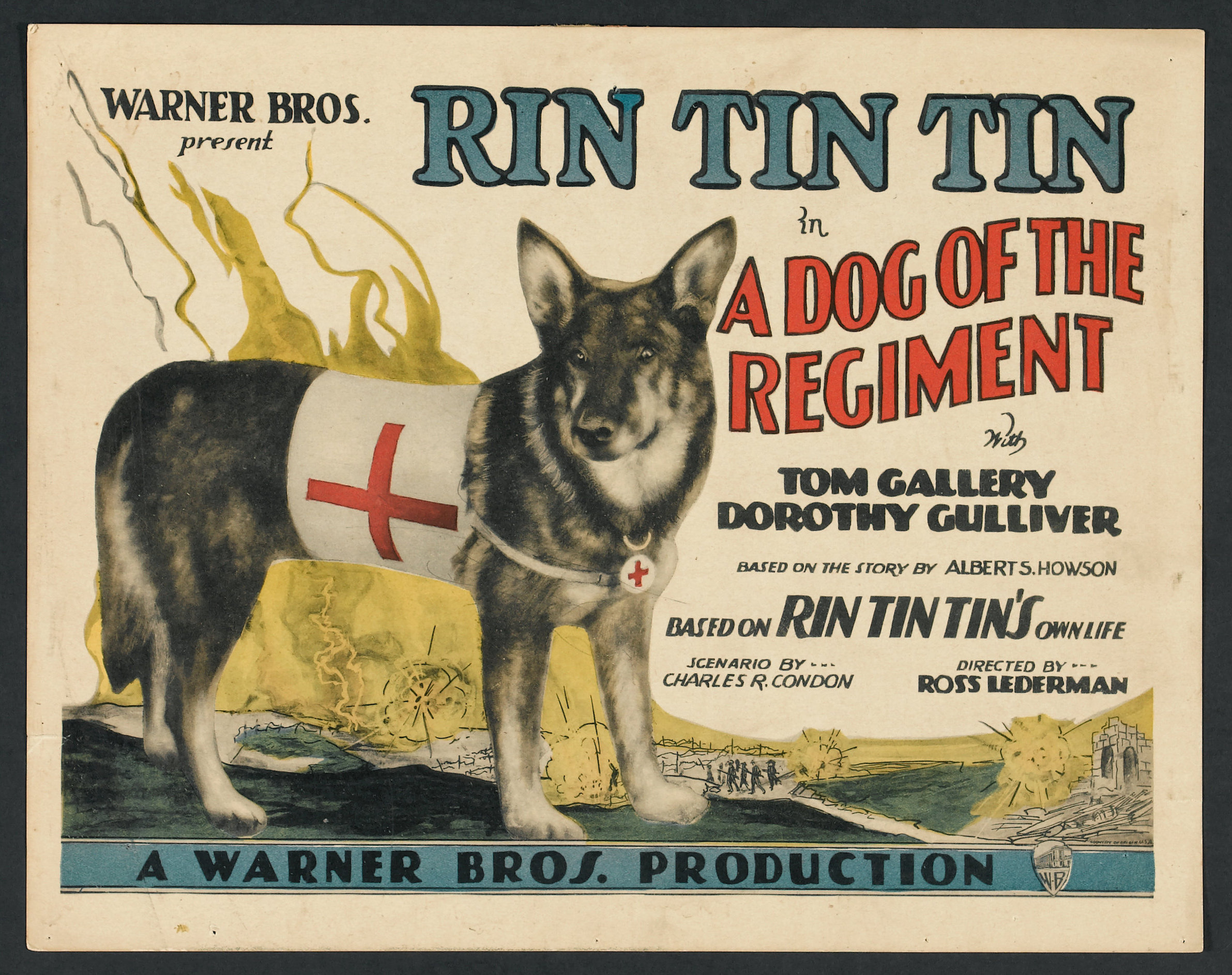
A Dog of the Regiment (1927).

- 1922 : Gaspard le loup (The Man from Hell's River), d'Irving Cummings (apparition[7])
- 1922 : My Dad de Clifford Smith (apparition[8])
- 1923 : Where the North Begins de Chester M. Franklin
- 1923 : Shadows of the North de Robert F. Hill
- 1924 : Find Your Man de Malcolm St. Clair
- 1924 : Hello, 'Frisco de Slim Summerville
- 1924 : Le Phare qui s'éteint (The Lighthouse by the Sea) de Malcolm St. Clair
- 1925 : Tracked in the Snow Country d'Herman C. Raymaker
- 1925 : Les Limiers (Below the Line) d'Herman C. Raymaker
- 1925 : Clash of the Wolves de Noel M. Smith
- 1926 : The Night Cry d'Herman C. Raymaker
- 1926 : A Hero of the Big Snows d'Herman C. Raymaker
- 1926 : While London Sleeps d'Howard Bretherton
- 1927 : Hills of Kentucky d'Howard Bretherton
- 1927 : Tracked by the Police de Ray Enright
- 1927 : Jaws of Steel de Ray Enright
- 1927 : A Dog of the Regiment de D. Ross Lederman
- 1928 : A Race for Life de D. Ross Lederman
- 1928 : Rinty of the Desert de D. Ross Lederman
- 1928 : Land of the Silver Fox de Ray Enright
- 1929 : The Million Dollar Collar de D. Ross Lederman
- 1929 : Frozen River de F. Harmon Weight
- 1929 : La Tigresse (Tiger Rose) de George Fitzmaurice
- 1930 : The Lone Defender de Richard Thorpe
- 1930 : On the Border de William C. McGann
- 1930 : The Man Hunter (en) de D. Ross Lederman
- 1930 : Rough Waters de John Daumery
- 1931 : The Lightning Warrior (en) de Benjamin H. Kline et Armand Schaefer

## Films sur le chien
- 1976 : Won Ton Ton, le chien qui sauva Hollywood de Michael Winner
- 2007 : Rintintin  de Danny Lerner

## Parodie
Rintintin inspira le personnage de bande dessinée de Rantanplan, apparu tout d'abord dans la série Lucky Luke : contrairement à Rintintin, Rantanplan est profondément bête et inefficace.